# إينا جونسكوت
إينا جونسكوت (بالإنجليزية: Enah Johnscott)‏ (مواليد 24 مارس 1982)، هي مُخرجة ومُنتجة سينمائية.

## وصلات خارجية
- إينا جونسكوت في قاعدة بيانات الأفلام على الإنترنت